# Haide (Königsfeld)
Haide ist eine zum Ortsteil Königsfeld der Gemeinde Königsfeld gehörige Siedlung im sächsischen Landkreis Mittelsachsen. Sie entstand aus einem Vorwerk des Ritterguts Königsfeld.

## Geografie

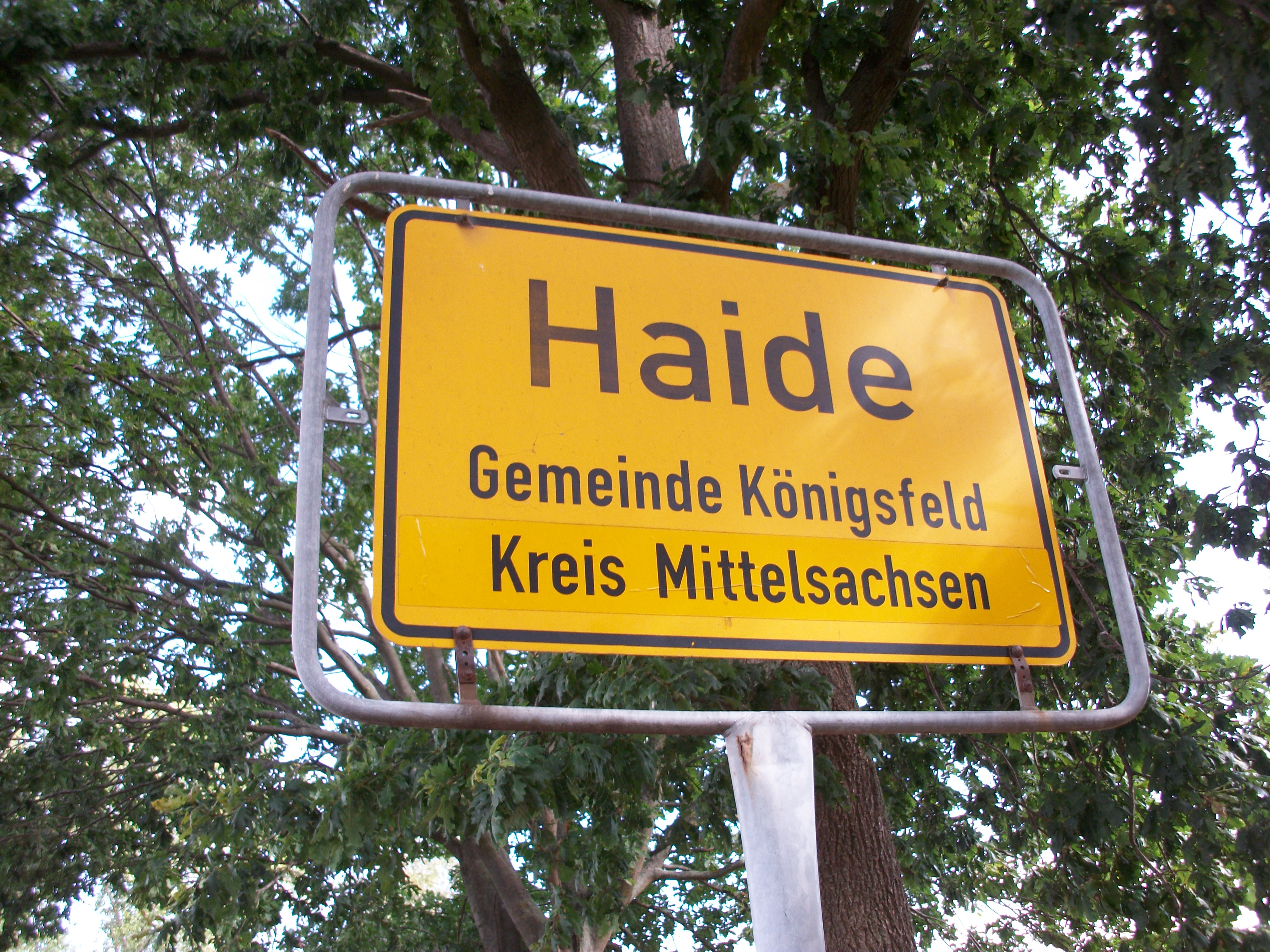
Haide (Königsfeld), Ortseingangstafel

### Geografische Lage und Verkehr
Haide befindet sich westlich des Hauptorts Königsfeld nördlich der Bundesstraße 7.

### Nachbarorte
| Mark Ottenhain |                                             | Weißbach    |
| Geithain       | Kompassrose, die auf Nachbargemeinden zeigt | Königsfeld  |
|                |                                             | Köttwitzsch |

## Geschichte
Der Ursprung der Siedlung Haide in der westlichen Flur von Königsfeld liegt im 1618 gegründeten Vorwerk Haide, welches zur Grundherrschaft des Ritterguts Königsfeld gehörte. Um 1840 verfügte das Vorwerk zusätzlich über Stallungen und eine Scheune. Kirchlich ist die Siedlung seit jeher nach Königsfeld gepfarrt. Haide gehörte als Teil von Königsfeld bis 1856 zum kursächsischen bzw. königlich-sächsischen Amt Rochlitz. Bei den im 19. Jahrhundert im Königreich Sachsen durchgeführten Verwaltungsreformen wurden die Ämter aufgelöst. Dadurch kam Haide im Jahr 1856 unter die Verwaltung des Gerichtsamts Rochlitz und 1875 an die neu gegründete Amtshauptmannschaft Rochlitz.
Durch die zweite Kreisreform in der DDR im Jahr 1952 wurde Haide als Teil der Gemeinde Königsfeld dem Kreis Rochlitz im Bezirk Chemnitz (1953 in Bezirk Karl-Marx-Stadt umbenannt) angegliedert, der ab 1990 als sächsischer Landkreis Rochlitz fortgeführt wurde und 1994 im Landkreis Mittweida bzw. 2008 im Landkreis Mittelsachsen aufging.